# デジモンワールド デジタルカードバトル
『デジモンワールド デジタルカードバトル』は、1999年12月22日にバンダイより発売されたPlayStation用ゲームソフトである。カードゲームの仕組みを用いた戦闘システムで、デジタルモンスターカードゲームではなくこのゲーム特有のルールで行われる。

## ストーリー
舞台は、カードによって強さが決められるデジタルワールド。
カードバトルの頂点に立つ7人のカードリーダーによって治められている。
だがしかし、ファイル島は突如発生したバグカードによって危機にさらされる。
カードリーダーたちは互いに牽制しあい、協力しようとはしなかった。
そんな中、ババモンによって召喚された主人公は、「伝説の勇者」とされる。ババモンからデックを託され、セブンズカードを集めていく。

## ルール

### 戦闘
プレイヤーと対戦相手がそれぞれ○攻撃・△攻撃・×攻撃のいずれかを選んでバトルをし体力を削りあう。各ボタン攻撃にはそれぞれに特徴がある。
○：そのデジモンが持っている必殺技。大抵は最も威力が高いが、無効にされることも多い。
△：通常攻撃。威力は○に劣る場合が多いが、無効にされにくく確実な攻撃を狙う際に有効。
×：特殊攻撃。威力は最も低いが妨害やカウンターなど、特殊な効果持った攻撃が多い。

### デジモンカード
- デック

30枚で1セット。同じカードは4枚まで入れられる。
- 属性

属性は火炎・氷水・自然・暗黒・珍種の5つの属性があり、すべてのデジモンはそれぞれどれかに属している。火炎は攻撃力に優れるが体力に劣り、氷水は体力が高いが攻撃力は低い、自然は進化が早い、暗黒は能力は高いが進化が遅い、珍種は援護能力が強力だがレベル完以外は弱い。デジモンでいう一般的な属性（データ・ウィルス・ワクチン）とは関係がない。
- レベル

レベルはIII、IV、完の3つのレベルがある。
進化ポイントをためていくことで同じ属性の1レベル上のデジモンに進化させることができる。
このシリーズ特有のルールにより完全体・究極体は同じレベルになっている（進化ポイントに多少の差はある）。
- 進化パワー

1ターンに手札のデジモンカードを一枚捨てることで進化パワーをためることができる。
加算されるポイントはデジモンカードごとに異なる。
進化パワーが必要進化パワー以上たまれば手札にある1レベル上のデジモンカードを出して進化をさせることができる。
- 援護能力

デジモンカードにはデジモンごとに援護能力がある。
援護能力はデジモンカードを戦闘オプションカードとして使ったときに発揮される。
カードの属性によって能力の傾向が異なる（例えば火炎は攻撃力アップが多い）。
- オプションカード

戦闘用と進化用の2種類がある。
- 戦闘用

お互いの攻撃方法を選んだ後、実際攻撃に移る直前に使用する。
攻撃力アップや体力回復、敵の行動の妨害などの効果がある。
- 進化用

進化フェーズ（進化ポイント、進化をさせるフェーズ）に使用することができる。
進化ポイントや進化の段階の無視など、進化の手助けをする効果がある。

## 登場人物
- 主人公

グラフィックは『デジモンワールド』の主人公と同じ。
- ババモン

始まりの街を治める究極体。老婆の姿をしているがそれは仮の姿である。真の姿はクリア後に判明する。
- ベタモン

始まりの街の住人。カードバトルのチュートリアルをしてくれる。教えるのは上手いがカードバトルは弱い。実は今回の事件に大きくかかわっている。
- ブラキモン

グランドセブンズを持つカードリーダー。バグカードの影響で衰弱している。ヴァンデモンと仲が悪く彼のことを疑っている。
- ヴァンデモン

ダークセブンズを持つカードリーダー。キザで思い込みが激しい性格。ブラキモンと仲が悪い。悪役じみた行動に出るが根は単純で悪人ではない。
- エンジェモン

ホーリーセブンズを持つカードリーダー。様々な宝物を持つ。宝を盗まれたことでホウオウモンを疑っている。
- ホウオウモン

スピードセブンズを持つカードリーダー。寒冷化に悩んでいる。使者が帰らないためエンジェモンを疑っている。
- パンジャモン

ワイルドセブンズを持つカードリーダー。訓練を絶やさない性格。トイレが近い体質らしい。
- スカモン大王

リバースセブンズを持つカードリーダー。傲慢で狡賢い。各地でトイレを破壊して回っている。
- ジュレイモン

ミスティセブンズを持つカードリーダー。カードリーダー最年長で温厚な性格。ババモンとは旧知の仲で事情を知っているらしい。
- ムゲンドラモン

本作品のラストボス。ムゲンマウンテンの守護者であるがバグカード事件の黒幕と噂されている。
ほかに登場するデジモンは『デジモンワールド』に登場したものである。